# Ladislav Švanda
Ladislav Švanda (* 14. února 1959 Praha) je bývalý československý běžec na lyžích. V roce 1988 získal společně s Václavem Korunkou, Pavlem Bencem a Radimem Nyčem bronzovou medaili ve štafetě 4×10 kilometrů na Zimních olympijských hrách v Calgary. Jeho nejlepším individuálním umístěním na těchto ZOH bylo 15. místo v závodě na 50 km, kromě toho byl sedmnáctý na 30km trati a devatenáctý v závodě na 15 km. Roku 1989 získal s podobnou štafetou (pouze Pavla Bence nahradil Martin Petrásek) bronzovou medaili i na mistrovství světa v Lahti.